# Kostel Panny Marie Pomocnice křesťanů (Olomouc-Hodolany)
Kostel Panny Marie Pomocnice křesťanů v Olomouci je římskokatolický kostel nacházející se v Jiráskově ulici v městské části Hodolany.

## Historie
Stavbu kostela zahájil roku 1894 na svých pozemcích slepý občan tehdy samostatné obce Hodolany František Pospíšil. Stavbu nedokončil, především kvůli neochotě obce na ni přispět větší finanční částkou, přesto ji ale i s pozemky obci daroval. Kostel byl nakonec dostavěn až roku 1907, kdy se v něm také sloužila první mše.